# Powiat peczeniżyński (Galicja)
Powiat peczeniżyński – dawny powiat kraju koronnego Królestwo Galicji i Lodomerii, istniejący w latach 1898–1918. Siedzibą starostwa był Peczeniżyn.
Powiat przeworski utworzono 15 czerwca 1898 przez wyłączenie z powiatu kołomyjskiego powiatu sądowego Peczeniżyn (łącznie z gminą Akreszory, włączoną w 1882 roku do powiatu kołomyjskiego z powiatu kosowskiego) i przekształcenie go w nowy powiat polityczny. Powołano go do życia postanowieniem cesarza Franciszka Józefa I z 13 czerwca 1897, podanym do wiadomości obwieszczeniem Ministra Spraw Wewnętrznych z 18 maja 1898.
3 października 1899 do powiatu peczeniżyńskiego dołączono jeszcze gminy Kosmacz i Utoropy z powiatu kosowskiego.
Po porzejściu pod administrację polską po I wojnie światowej został przekształcony w powiat peczeniżyński, od 1920 w województwie lwowskim.